# Natsuki Hanae
Natsuki Hanae (jap. 花江 夏樹 Hanae Natsuki, ur. 26 czerwca 1991) – japoński seiyū, związany z agencją Across Entertainment.

## Wybrana filmografia

### Seriale anime
- 2013:
  - Daiya no Ace – Haruichi Kominato[2]
  - Dansai bunri no Crime Edge – Kiri Haimura[3]
  - Nagi no asukara – Hikari Sakishima[4]
  - Outbreak company – Shinichi Kanō[5]
- 2014:
  - Aldnoah.Zero – Inaho Kaizuka[6]
  - Kenzen robo Daimidaler – Shōma Ameku[7]
  - Orenchi no furo jijō – Mikuni[8]
  - Tokyo Ghoul – Ken Kaneki[9]
  - Shigatsu wa kimi no uso – Kōsei Arima[10]
- 2015:
  - Arslan senki – Elam
  - Junketsu no Maria – Gilbert[11]
  - Shokugeki no Sōma – Takumi Aldini
  - Mikagura gakuen kumikyoku – Yūto Akama[12]
  -  Overlord – Lukeluther Volve
- 2016:
  - Divine Gate – Ariton
  - Prince of Stride – Yū Kamoda
  - Saiki Kusuo no sai-nan – Reita Toritsuka
- 2017:
  - Children of the Whales – Chakuro[13]
  - Sengoku Night Blood – Hideyoshi Toyotomi[14]
- 2018:
  - Hangyaku-sei Million Arthur – Kakka Arthur[15]
  - Happy Sugar Life – Taiyō Mitsuboshi[16]
- 2019:
  - Araburu kisetsu no otome-domo yo – Satoshi Sugimoto[17]
  - Ensemble Stars! – Hiyori Tomoe[18]
  - Kono oto tomare! – Takeru Kurata[19]
  - Hoshiai no sora – Maki Katsuragi[20]
  - Kimetsu no Yaiba – Tanjirō Kamado[21]
  - Tensei shitara suraimu datta ken – Yūki Kagurazaka
- 2020:
  - Appare-Ranman! – Appare Sorano[22]
  - Get Up! Get Live! – Junya Uehara[23]
  - Gleipnir – Shuichi Kagaya[24]
  - Haikyū!! To The Top – Kōrai Hoshiumi[25]
  - Kakushigoto – Satsuki Tomaruin[26]
  - Kami–sama ni natta hi – Yōta Narukami[27]
  - Mushikago no Cagaster – Acht[28]
  - Runway de waratte – Ikuto Tsumura[29]
  - Yesterday wo utatte – Rō Hayakawa[30]
- 2021:
  - Atak Tytanów – Falco Grice[31]
  - Cider no yō ni kotoba ga wakiagaru – Japan
  - Fortuna sprzyja pani Nikuko – Ninomiya[32]
  - Heike monogatari – Taira no Kiyotsune[33]
  - Kemono jihen – Shiki Tademaru[34]
  - Vanitas no shuki – Vanitas[35]
  - Odd Taxi – Hiroshi Odokawa[36]
  - Re-Main – Takeshi Toyama[37]
  - Shakunetsu Kabaddi – Manabu Sakura[38]
  - Shinigami bocchan to kuro Maid – Victor[39]
  - Skate-Leading Stars – Yukimitsu Mochizuki[40]
  - Tokyo Revengers – Hajime Kokonoi
  - Tsuki ga michibiku isekai dōchū – Makoto Misumi[41]
  - Uramichi onii-san – Eddy Edei[42]
- 2023:
  - Yamada-kun to Lv999 no koi o suru – Eita Sasaki[43]

### Dubbing
- Balerina – Victor[44]
- Cruella – Artie[45]
- Hank Zipzer – Hank Zipzer[46]
- Pacific Rim: Rebelia – Suresh Khuran[47]
- The Cuphead Show! – Cuphead